# كلام مرئي

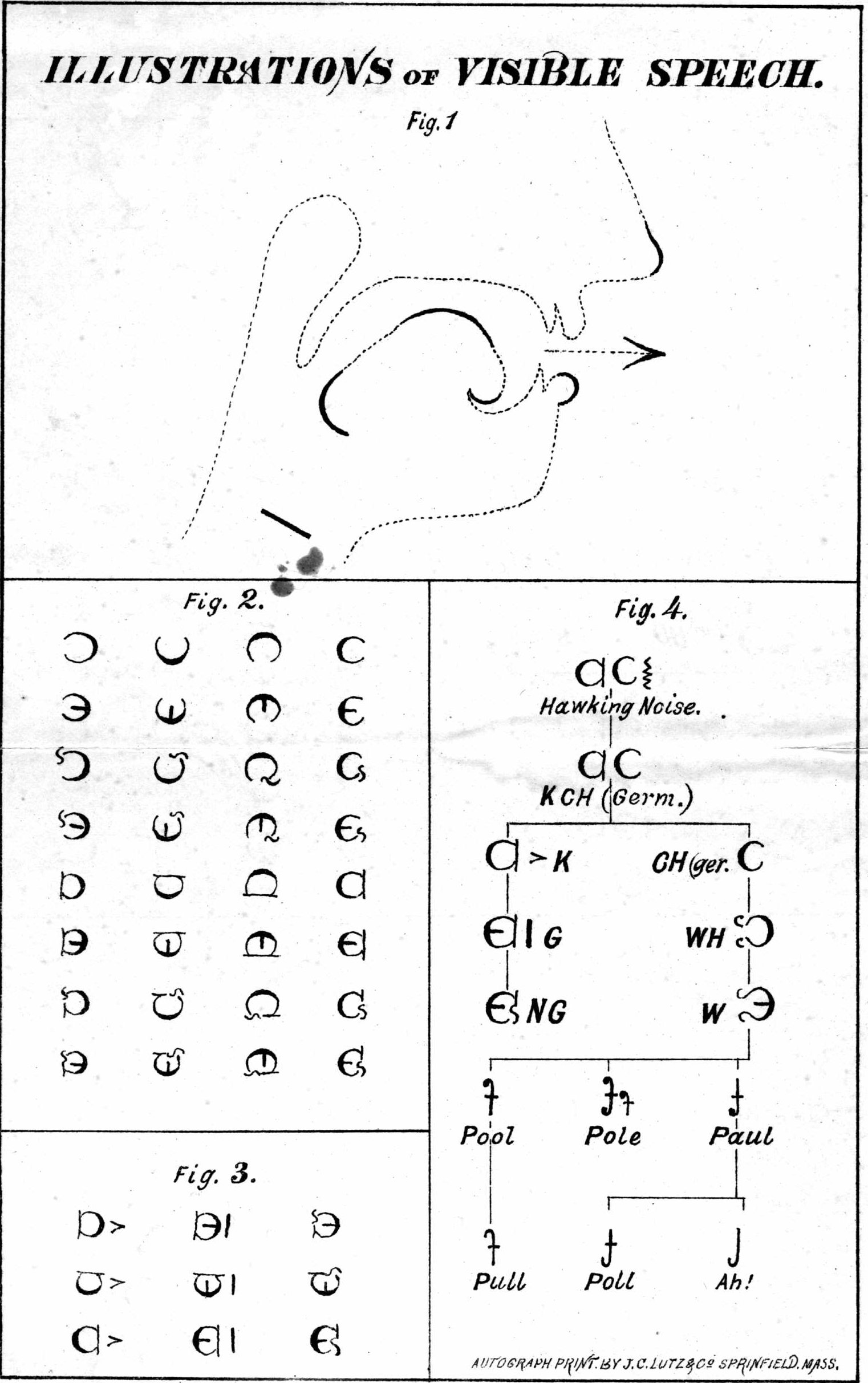
رسوم توضيحية للكلام المرئي

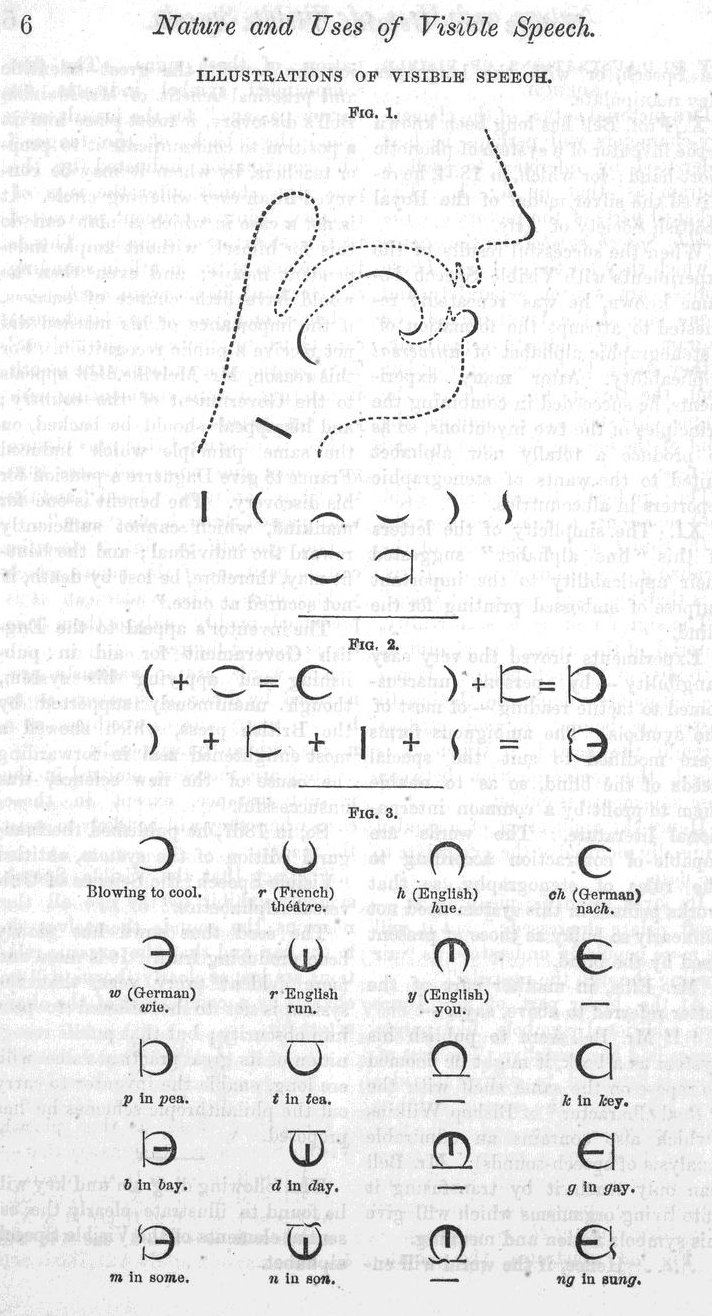
عن الطبيعة واستخدام الكلام المرئي

الكلام المرئي هو نظام الكتابة الذي استخدمه ألكسندر ميلفيل بيل الذي اشتهر عالميًا بصفته معلم الكلام وفن الخطابة الصحيح وهو مؤلف لعدة كتب حول هذا الموضوع. يتألف النظام من رموز تُظهر موضع وحركة الحلق واللسان والشفتين بينما ينطقون أصوات اللغة، وهذا النظام نوع من تدوين الصوتيات. ولقد استخدم هذا النظام لمساعدة الصم في تعلم الكلام.
قدم ميلفيل أول أعماله عن الكلام المرئي عام 1864 من أجل مساعدة الصم على التعلم وتطوير الكلام السماعي (حيث إن المصابين بالصمم التام لا يمكنهم سماع ما ينطقون به شفهيًا). وللمساعدة في تنمية اللغة، قام بيل بوضع نموذجين مكتوبين قصيرين باستخدام نظامه المتألف من 29 معدلاً ونغمة, و52 صوتًا صامتًا, و36 حرفًا مصوتًا وعشرات الحروف المركبة: وأُطلق عليهم الإنجليزية العالمية، والتي كانت مشابهة لـ الألفبائية الصوتية الدولية, وكذلك الكتابة الخطية، المستخدمة كنموذج مختصر لـ الخط المجموعs.
أصبحت أعمال ميلفيل حول الكلام المرئي محل تقدير كبير، ووصفها إدوراد سيجوين بأنها «...اختراع أعظم من اختراع الهاتف الذي توصل إليه ابنه, ألكسندر غراهام بيل». وكان ميلفيل يرى أنه يمكن استخدام اختراعه هذا في العديد من التطبيقات، بما في ذلك استخدامها كـ لغة عالمية في جميع أنحاء العالم. ورغم أن تلك الطريق لاقت حماسًا شديدًا في المؤتمر العالمي الثاني لتعليم الصم في ميلان بإيطاليا عام 1880, بعد عشر سنوات من استخدامه في تعليم الصم، فقد وجد أن الكلام المرئي ثقيل، وبهذا يكون عبئًا على تعليم الصم الكلام مقارنة بأساليب أخرى, وبهذا انتهى استخدام تلك الطريقة.
تعلم ابن بيل ألكسندر غراهام بيل الرموز، وساعد والده في تقديم شروحات عامة لهذا والنظام وأجاد استخدامه حتى أنه قام فيما بعد بتطوير أعمال والده. وفي نهاية المطاف، أصبح ألكسندر غراهام بيل مناصرًا قويًا للكلام المرئي والتفاهم بالفم في الولايات المتحدة. وساعده المال الذي كسبه من براءة اختراع الهاتف وبيع براءات اختراع مختبر فولتا في متابعة رسالته.

## السنوات الأولى
نشر ألكسندر ميلفيل بيل عام 1867 كتاب الكلام المرئي:علم الأبجديات العالمية. ويشتمل هذا الكتاب على معلومات حول نظام الرموز التي ابتكرها والتي تبين عند استخدامها في كتابة الكلمات طريقة النطق بيانًا دقيقًا، حتى أنها يمكنها أن تعكس لهجات المناطق المختلفة. فالشخص الذي يقرأ جزءًا من نص مكتوب يدويًا حسب نظام رموز ميلفيل بيل يمكنه أن يعيد إنتاج جملة حسبما ينطقها شخص بلهجة أجنبية أو إقليمية. ولقد استخدم ميلفيل بيل في شروحاته ابنه ألكسندر غراهام بيل للقراءة من نسخة الكلام المرئي لكلمات نطق بها أحد المتطوعين، ولقد أبهر الحضور بقوله تلك الكلمات تمامًا مثلما نطق بها الشخص المتطوع.
يظهر في العمود على الجانب الأيسر بضعة أمثلة لنظام الكتابة الذي اخترعه ميلفيل بيل. وتبين تلك الصور نية ميلفيل بيل لابتكار نسخة تبدو فيها الحروف مشابهة تمامًا لشكل الفم عند نطق تلك الحروف بصوت مرتفع. ولا يعد هذا النظام مفيدًا فقط لكونه يستخدم أشكالاً بصرية تمثل الحركات المادية للكلام، ولكنه نظام مفيد لكونه يفعل ذلك، فيمكن استخدام تلك الرموز في كتابة الكلمات بأية لغة، ومن هنا جاء الاسم «الأبجديات العالمية».
لقد كان نظام ميلفيل بيل فعالاً في مساعدة الصم على تطوير طريقة النطق، ولكن قرر ابنه غراهام بيل أن يعمل على تطوير اختراع أبيه بابتكار نظام كتابة يكون أكثر دقة ويستخدم أحدث التقنيات في زمانه.

## منظور جديد لطريقة نطق الصم
اخترع ألكسندر غراهام بيل فيما بعد نظامًا آخر للإشارات المرئية عُرف أيضًا باسم الكلام المرئي، بيد أن هذا النظام لم يستخدم رموزًا مكتوبة على ورقة لتعليم الصم كيفية نطق الكلام. فبدلاً من ذلك، انطوى نظام غراهام بيل، الذي أنشأه في مختبر فولتا المملوك له في واشنطن العاصمة، على استخدام مرسام الطيف، وهو جهاز ينتج «تسجيلات مرئية للتردد والشدة ووقت تحليل نماذج الكلام القصيرة». ولقد ترجم جهاز مرسام الطيف الأصوات المسموعة الشفهية إلى نماذج مقروءة عبر عملية فوتوغرافية. ولقد اعتمد هذا النظام على فكرة أن العين يمكنها قراءة أنماط التلفظ بالكلمات بنفس طريقة ترجمة الأذن لأنماط التلفظ تلك إلى معنى.

## الطريقة
نشأت فكرة استخدام مرسام الطيف في ترجمة الكلام إلى صورة بصرية وسط آمال تمكين الصم من استخدام الهاتف. فإذا أمكن ترجمة الأصوات إلى صورة مقروءة، فيمكن للشخص الأصم في طرف الاستقبال أن يقرأ الكلام ليحدد معناه دون الحاجة إلى سماع ما قيل. ويمكن استخدام قراءات مرسام الطيف أيضًا في تعليم النطق بجعل شخص يتحدث في المرسام ومشاهدة شاشة صغيرة تشبه التلفاز لمراقبة دقة ما ينطقون به.